# نسبار
نسبار شهری در استان بورگاس کشور بلغارستان است که جمعیت آن در سال ۲۰۰۱ میلادی ۸٬۷۸۹ نفر بوده‌است.

## نگارخانه

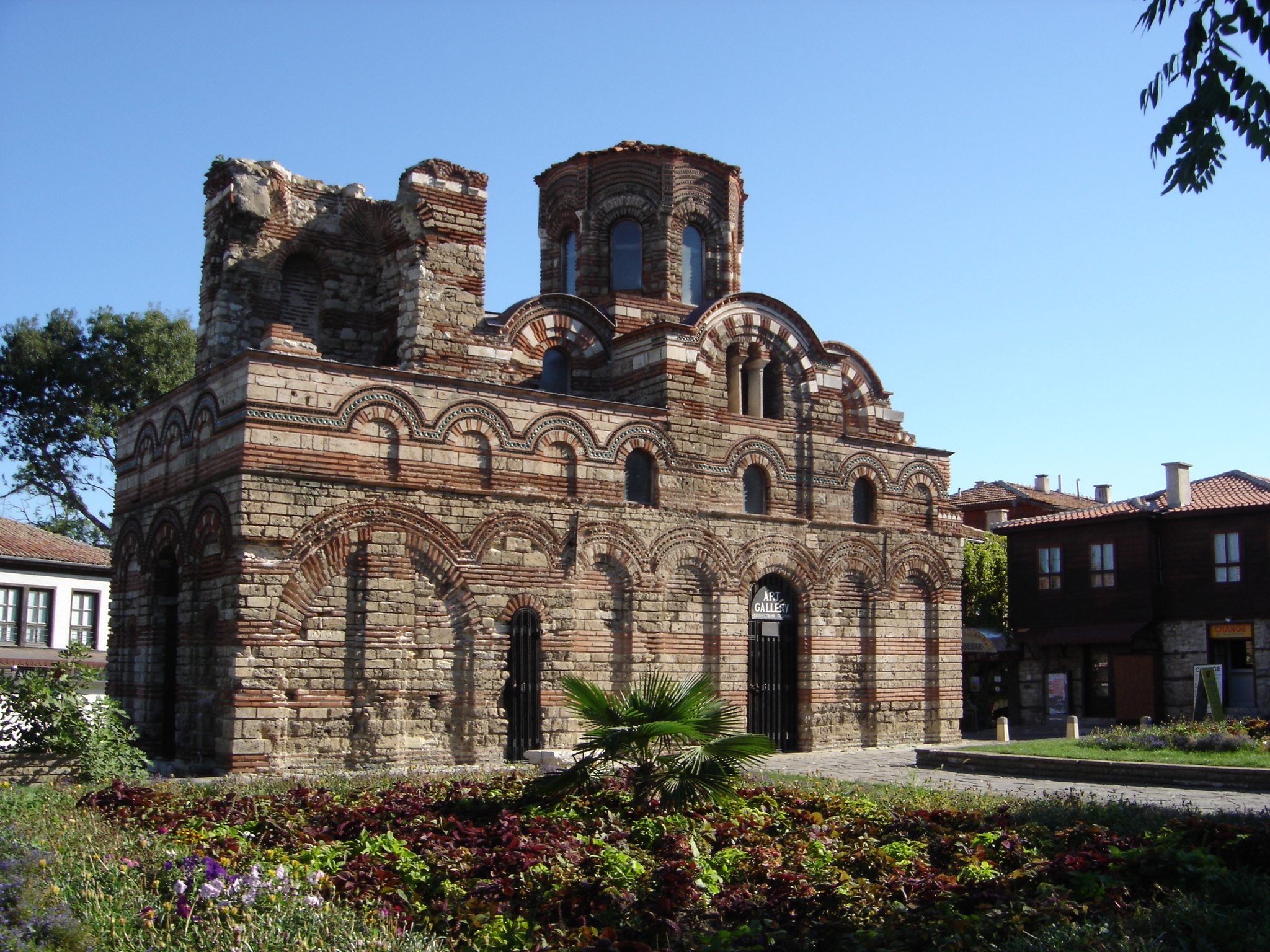
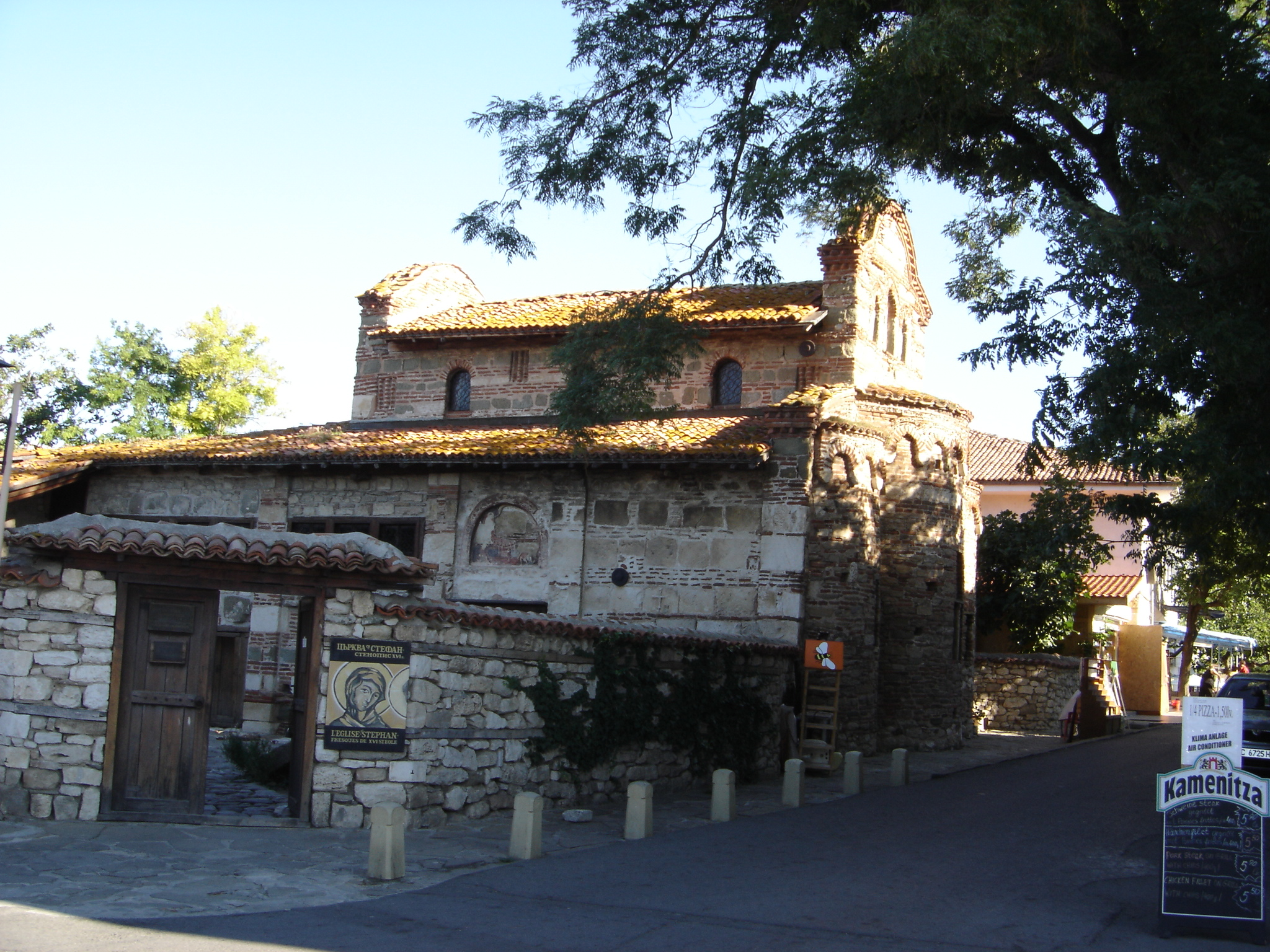
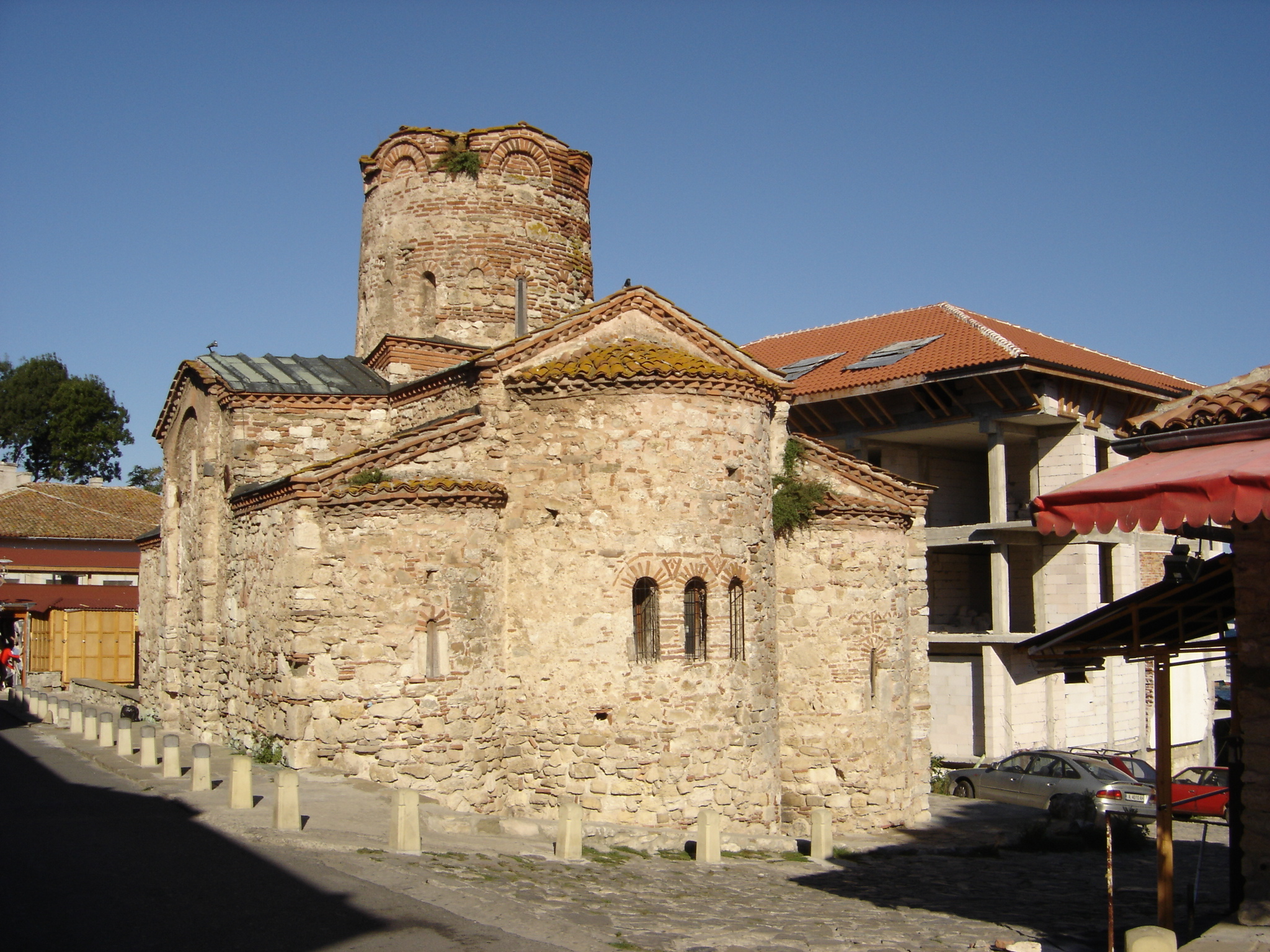
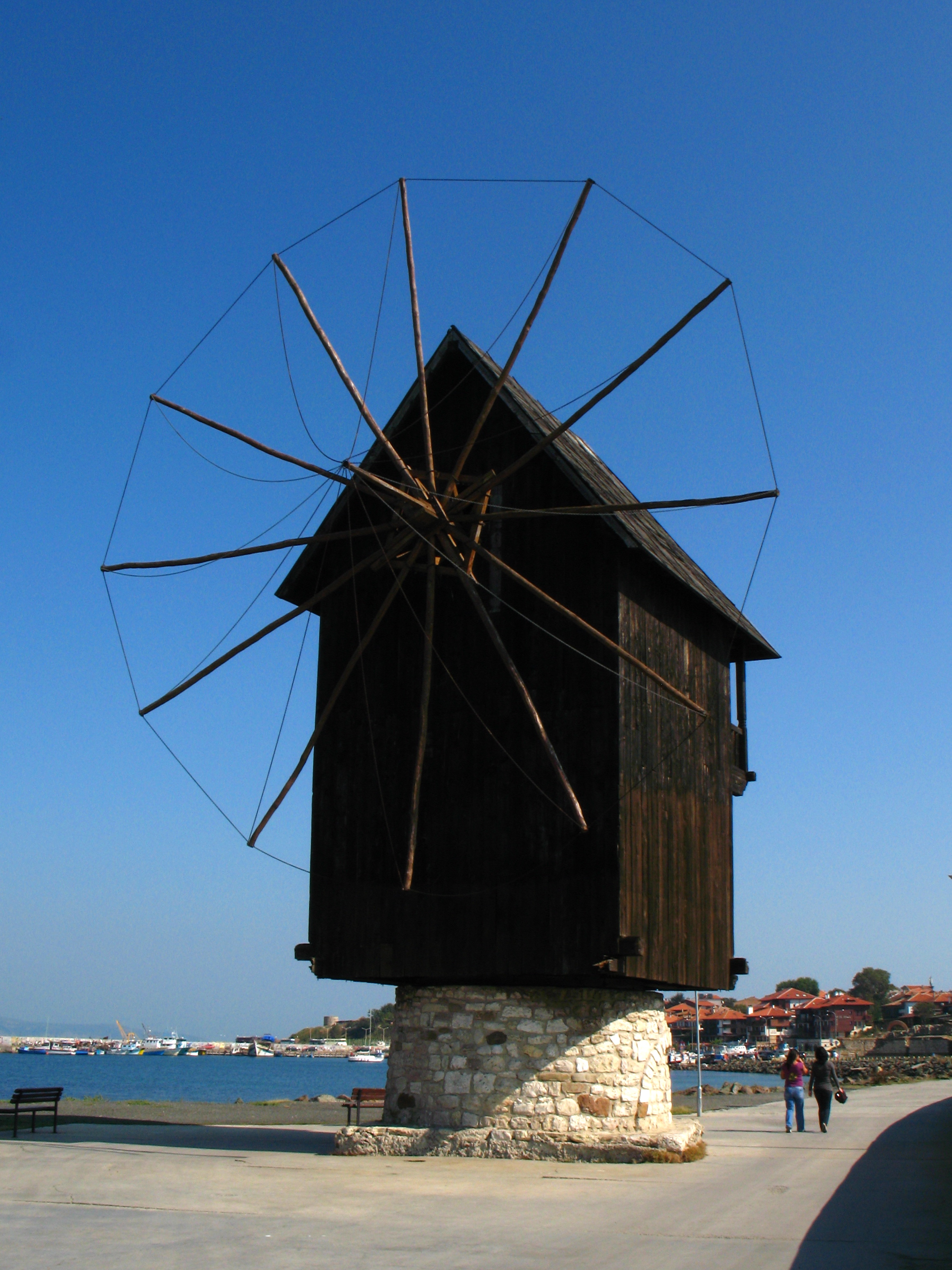
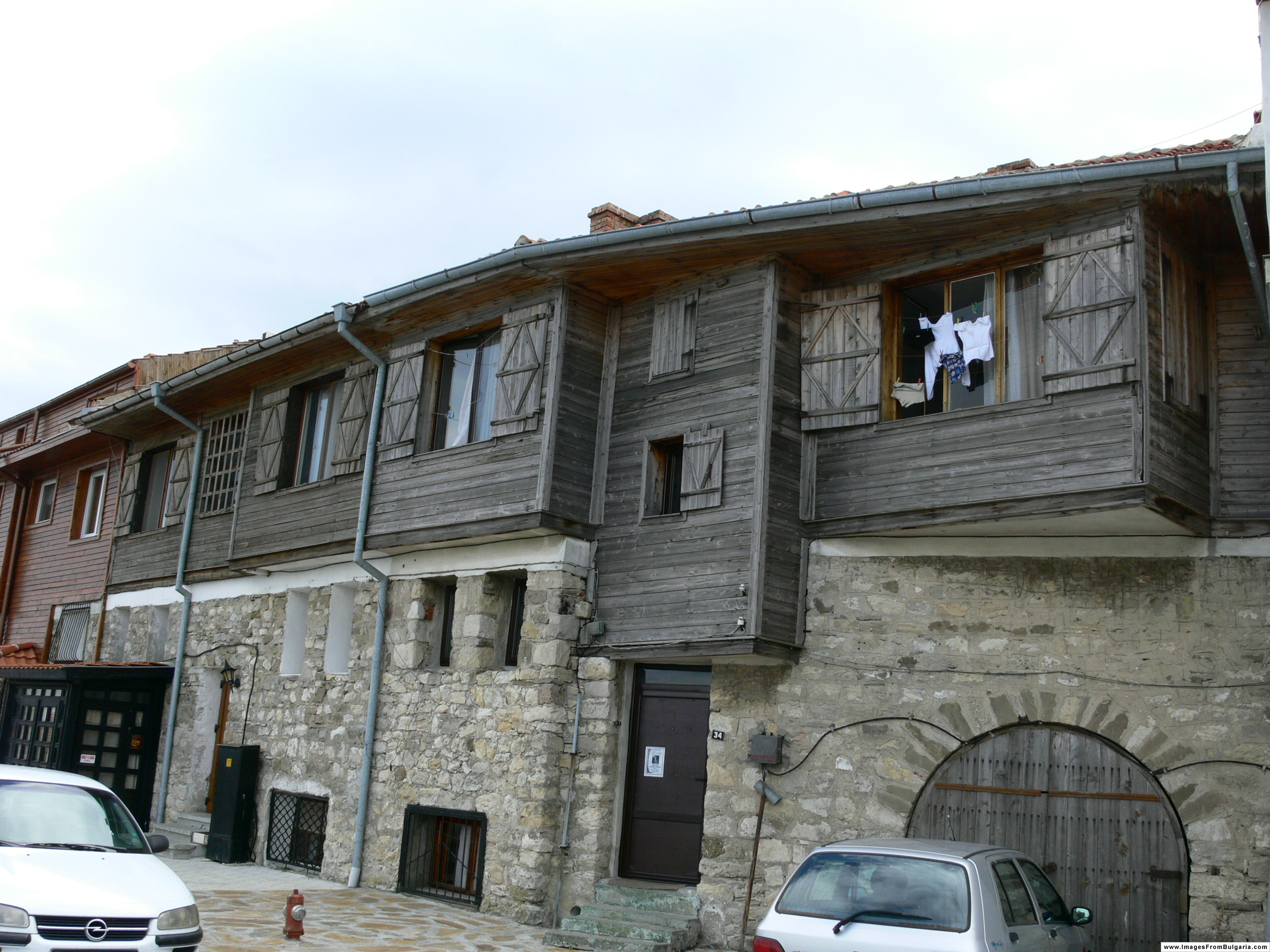
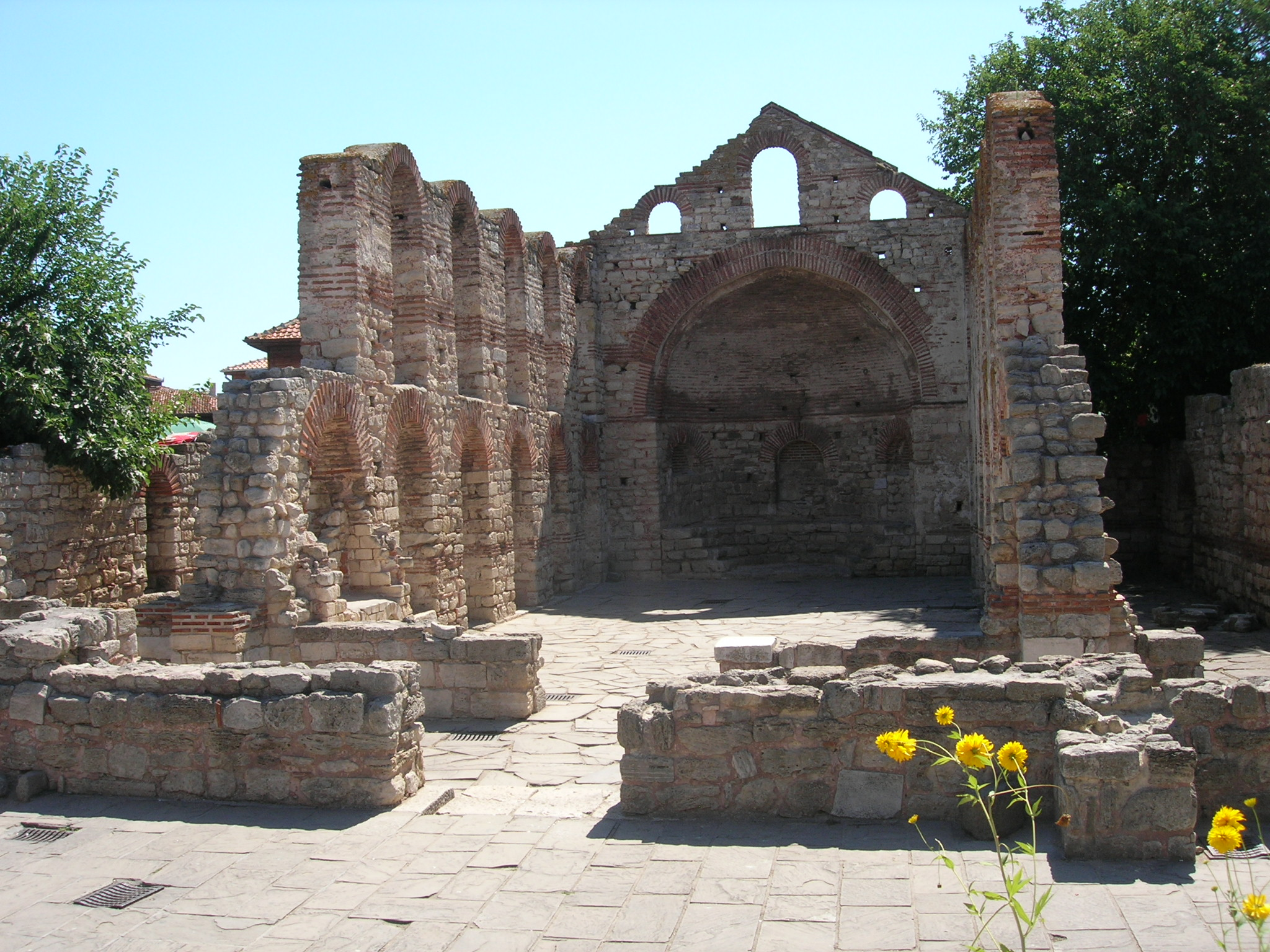